# 야콥 타우베스
야콥 타우베스(Jacob Taubes, 1923년 2월 25일 – 1987년 3월 21일)는 종교 사회학자, 철학자 , 유대교 학자이다.
타우베스는 오래된 랍비 가정에서 태어났다. 그는 작가 수잔 타우베스와 결혼했다. 그는 1947년에 "서구 종말론 "에 관한 논문으로 박사 학위를 받았고 처음에는 하버드, 컬럼비아, 프린스턴 대학교에서 미국에서 종교학와 유대교 연구를 가르쳤다.
1965년부터 그는 베를린 자유 대학교에서 유대인 연구 및 해석학 교수로 재직했다. Giorgio Agamben, Susan Sontag, Avital Ronell, Marshall Berman, Babette Babich, Aleida 및 Jan Assmann, Amos Funkenstein 및 Peter Sloterdijk와 같은 많은 현대 사상가들에게 영향을 미쳤다.
Taubes의 저서에는 서양 종말론 과 바울의 정치 신학이 있다.

## 참고자료
- Babette Babich, "Ad Jacob Taubes", Debra B. Bergoffen, Babich, and David B. Allison, eds., New Nietzsche Studies: Nietzsche and the Jews. 7, 3 & 4, (Fall 2007/Winter 2008): v-x.
- Joshua Robert Gold, "Jacob Taubes: 'Apocalypse From Below'", Telos 134 (Spring 2006): 140–56.
- Nitzan Lebovic, "Jacob Taubes: Looking into the Beauty of the Night", H-Judaic (Spring, 2011): www.h-net.org/reviews/showpdf.php?id=29694